# Siw Wittgren-Ahl
Siw Ingeborg Wittgren Ahl, född 17 juli 1951 i Lundby, är en svensk politiker (socialdemokrat), som var riksdagsledamot 1995–2010, invald för Göteborgs kommuns valkrets.
I riksdagen var hon ledamot i bostadsutskottet 1998–2006, socialförsäkringsutskottet 2006–2010 (dessförinnan suppleant i samma utskott i perioder från 1996) och ledamot i styrelsen för Stiftelsen Riksbankens jubileumsfond 2004–2010. Hon var även suppleant i EU-nämnden, finansutskottet, miljö- och jordbruksutskottet och näringsutskottet.